# Бороздна, Иван Петрович
Иван Петрович Бороздна́ (1804—1858) — русский поэт и переводчик.

## Биография
Происходил из дворянского рода Бороздны. Его отец, Пётр Иванович Бороздна (1765—1820) — поветовый маршал (предводитель дворянства), был внуком генерального бунчужного Запорожского войска и официально стал российским дворянином по указу Екатерины II от 3 мая 1783 года. Его брат, Николай Петрович Бороздна, был смоленским губернатором.
Родился и детство провёл в имении отца (село Медвёдово Стародубского уезда Черниговской губернии, ныне Клинцовского района Брянской области). В биографическом словаре «Русские писатели. 1800—1917» указывается, что родился он, или 4 (16) декабря 1804 года, или 9 (21) декабря 1804 года.
Образование получил в Благородном пансионе при Московском университете в 1819—1823 годах. Под влиянием своих педагогов, А. Ф. Мерзлякова и И. И. Давыдова, занялся переводами. Он переводил древнеримских (с латыни), французских, швейцарских (немецкоязычных), английских и шотландских (англоязычных) поэтов. Некоторых англоязычных авторов Бороздна переводил с их переводов на французский. Написание самых ранних из них относится к 1821 году. С 1823 года, после поселения в Медвёдово, он публиковал свои переводы в журналах Москвы («Вестник Европы», «Московский телеграф») и Петербурга («Литературные листки», «Сын Отечества», «Соревнователь», «Славянин»), в газетах «Новости литературы», Литературные прибавления к «Русскому инвалиду».
Стихи Бороздны включены в антологию русских переводов французской элегии, подготовленную В. Э. Вацуро: 12 переводов Бороздны из Н. Жильбера, Э. Парни, Ш. Мильвуа и А. Ламартина.
В 1828 году С. Т. Аксаковым было дано цензурное разрешение на печатание сборника «Опыты в стихах» (Москва, 1828); 15 марта 1829 года Бороздну приняли в действительные присутствующие члены Общества любителей российской словесности. Фактически вслед за выходом «Опытов в стихах» Бороздна опубликовал (1829) только один перевод, отрывок из поэмы Ламартина «Смерть Сократа». Вслед за этим последовали болезнь и смерть его жены и тяжёлый душевный кризис. Лишь во второй половине 1830 года начал он писать, но это были уже оригинальные стихотворения, из которых был составлен второй сборник — «Лира» (Москва: тип. А. Семена при Имп. Мед.-хирург. акад., 1834). В 1834 году Бороздна осуществил своё давнишнее желание совершить путешествие по России: он побывал в Малороссии, Новороссии и Крыму, воспоминаниям о которых посвятил свои «Поэтические очерки Украины, Одессы и Крыма», написанные в виде двенадцати писем к графу В. П. Завадовскому. Большая их часть была написана в селе Медвёдове.
Затем были опубликованы «Письма в стихах» (Москва: тип. С. Селивановского, 1837), «Лучи и тени» (Москва: тип. Готье и Монигетти, б. А. Семена, 1847). Название последнего сборника отсылает к сборнику «Сумерки» Баратынского, что отмечено в предисловии. В прозе им было написано малороссийское предание «Золотая Гора».
Во второй половине 1830-х годов женился на художнице Любови Степановне Стромиловой. Бороздна купил собственный дом в Москве, но не забывал и про усадьбу Медвёдово — хозяйство и служба по выборам требовали его наездов в Черниговщину. Семейная жизнь не сложилась и в 1843 году супруги, не разводясь, разъехались «вследствие его адюльтера». Детей у них не было.

Помещики собирались друг у друга и расстреливали царские портреты. <…> В Почеп дошло известие о судьбе нашего кума Ивана Петровича Бороздны. Он собрал в день объявления освободительного манифеста[sic] самых красивых своих горничных в ванной комнате, с чашами шипучего вина, приказал им декламировать хором любимые стихотворения, сел в горячую воду, открыл себе жилы и умер. Друзьям и знакомым он заготовил предварительно ряд писем с единственной фразой: «Ухожу в загробный мир, как римлянин».— Роман моей жизни. Книга воспоминаний / Иер. Ясинский. — М.; Л.: Гос. изд-во, 1926. — С. 37.